# Pedro Alberch Vila
Pedro Alberch (y) Vila, a menudo también como Pedro (Alberto) Vila, Pere Alberc (i) Vila, Petro Albercio Vila, nacido como Pedro Alberch Ferrament, (Vich, 1517 - Barcelona, 16 de noviembre de 1582) fue un compositor, organista y organero del Renacimiento español.

## Vida
Alberch tuvo su primera formación musical en la Catedral de Vich y de 1534 a 1536 amplió su educación en la Catedral de Valencia con su tío, Pedro Vila. Adoptó el apellido de su tío Vila como segundo. En Valencia estuvo en contacto con destacados músicos como Mateo Flecha el Viejo, Bartomé Cárceres y Luis de Milán, todos trabajando para la corte del duque de Calabria.
En 1536 asumió el cargo de organista de la Catedral de Barcelona, cargo que ocupó hasta el final de su vida. En 1558 también recibió dignidades canónicas. Un acuerdo entre el cabildo catedralicio y su tío Pedro Vila estipulaba que Alberch debía legar una considerable suma de dinero para la restauración del órgano. A cambio, el cabildo catedralicio aseguraba que los descendientes de Pedro Alberch ocuparían el cargo de organista.
Desde este cargo formó a organistas como Mateo de Torres, Pablo Navarro, Pedro Coll, Miguel Martí y Pablo Brugats. Colaboró con el organero Pedro Flamenc en la restauración del órgano de la Catedral de Barcelona y en la construcción de los órganos de Santa María del Mar y la Catedral de Vic.

## Obra
En 1560 y 1561 Alberch publicó dos colecciones incompletas de madrigales tituladas Odarum spiritualium...liber secundus (1560) y Odarum (quas vulgo madrigales appellamus)...liber primus (1561) basadas en poemas de Francesco Petrarca, Ausias March, Juan Boscán, Jorge Manrique, Garcilaso de la Vega y Pedro Serafín. En estos madrigales, Alberch ofreció un estilo compositivo muy moderno y virtuoso para la época. La letra elegida y la expresión emocional de la música están influenciadas por la estética del manierismo. Solo la parte contralto ha sobrevivido en forma de  reproducciones.
Otras obras de Alberch son el motete a cinco voces O crux fidelis, tres volúmenes de madrigales religiosos, el libro de órgano El Libro de Tientos, del que también se publicaron algunas piezas en el Libro de cifra nueva de Venegas de Henestrosa, y las dos ensaladas El bon jorn [El buen día] y La lucha. Las ensaladas son composiciones poéticas en estilo del madrigal con elementos musicales heterogéneos en el ámbito cultural español del siglo XVI.

## Importancia
Numerosas voces atestiguan que la fama de Alberch se extendió por toda Europa, uno de los pocos compositores catalanes cuya fama se extendió más allá de los límites provinciales. Cuenta el cronista Pedro Comes que profesionales de la música de Italia, Francia y de toda Europa venían a Barcelona para conocer a Alberch como músico.
Tras la muerte de Alberch, su sobrino y alumno Luis Ferrán y Ferrament le sucede como organista en la Catedral de Barcelona. También trabajó como compositor.